# Liste des titres musicaux numéro un au Royaume-Uni en 1961
Cette page liste les titres classés no 1 des ventes de disques au Royaume-Uni pour l'année 1961 selon The Official Charts Company.
Les classements hebdomadaires sont issus des UK Singles Chart et UK Albums Chart.

## Classement des singles
| №  | Date         | Artiste                       | Titre                                               | Référence |
| -- | ------------ | ----------------------------- | --------------------------------------------------- | --------- |
| 1  | 5 janvier    | Cliff Richard and The Shadows | I Love You                                          |           |
| 2  | 12 janvier   | Johnny Tillotson              | Poetry in Motion                                    |           |
| 3  | 19 janvier   | Johnny Tillotson              | Poetry in Motion                                    |           |
| 4  | 26 janvier   | Elvis Presley                 | Are You Lonesome Tonight?                           |           |
| 5  | 2 février    | Elvis Presley                 | Are You Lonesome Tonight?                           |           |
| 6  | 9 février    | Elvis Presley                 | Are You Lonesome Tonight?                           |           |
| 7  | 16 février   | Elvis Presley                 | Are You Lonesome Tonight?                           |           |
| 8  | 23 février   | Petula Clark                  | Sailor                                              |           |
| 9  | 2 mars       | The Everly Brothers           | Walk Right Back / Ebony Eyes                        |           |
| 10 | 9 mars       | The Everly Brothers           | Walk Right Back / Ebony Eyes                        |           |
| 11 | 16 mars      | The Everly Brothers           | Walk Right Back / Ebony Eyes                        |           |
| 12 | 23 mars      | Elvis Presley                 | Wooden Heart                                        |           |
| 13 | 30 mars      | Elvis Presley                 | Wooden Heart                                        |           |
| 14 | 6 avril      | Elvis Presley                 | Wooden Heart                                        |           |
| 15 | 13 avril     | Elvis Presley                 | Wooden Heart                                        |           |
| 16 | 20 avril     | Elvis Presley                 | Wooden Heart                                        |           |
| 17 | 27 avril     | Elvis Presley                 | Wooden Heart                                        |           |
| 18 | 4 mai        | The Marcels (en)              | Blue Moon                                           |           |
| 19 | 11 mai       | The Marcels (en)              | Blue Moon                                           |           |
| 20 | 18 mai       | Floyd Cramer                  | On the Rebound                                      |           |
| 21 | 25 mai       | The Temperance Seven (en)     | You're Driving Me Crazy (en)                        |           |
| 22 | 1er juin     | Elvis Presley                 | Surrender                                           |           |
| 23 | 8 juin       | Elvis Presley                 | Surrender                                           |           |
| 24 | 15 juin      | Elvis Presley                 | Surrender                                           |           |
| 25 | 22 juin      | Elvis Presley                 | Surrender                                           |           |
| 26 | 29 juin      | Del Shannon                   | Runaway                                             |           |
| 27 | 6 juillet    | Del Shannon                   | Runaway                                             |           |
| 28 | 13 juillet   | Del Shannon                   | Runaway                                             |           |
| 29 | 20 juillet   | The Everly Brothers           | Temptation                                          |           |
| 30 | 27 juillet   | The Everly Brothers           | Temptation                                          |           |
| 31 | 3 août       | Eden Kane                     | Well I Ask You                                      |           |
| 32 | 10 août      | Helen Shapiro                 | You Don't Know                                      |           |
| 33 | 17 août      | Helen Shapiro                 | You Don't Know                                      |           |
| 34 | 24 août      | Helen Shapiro                 | You Don't Know                                      |           |
| 35 | 31 août      | John Leyton                   | Johnny Remember Me                                  |           |
| 36 | 7 septembre  | John Leyton                   | Johnny Remember Me                                  |           |
| 37 | 14 septembre | John Leyton                   | Johnny Remember Me                                  |           |
| 38 | 21 septembre | Shirley Bassey                | Reach for the Stars / Climb Ev'ry Mountain          |           |
| 39 | 28 septembre | John Leyton                   | Johnny Remember Me                                  |           |
| 40 | 5 octobre    | The Shadows                   | Kon-Tiki                                            |           |
| 41 | 12 octobre   | The Highwaymen (en)           | Michael                                             |           |
| 42 | 19 octobre   | Helen Shapiro                 | Walkin' Back to Happiness                           |           |
| 43 | 26 octobre   | Helen Shapiro                 | Walkin' Back to Happiness                           |           |
| 44 | 2 novembre   | Helen Shapiro                 | Walkin' Back to Happiness                           |           |
| 45 | 9 novembre   | Elvis Presley                 | Little Sister / (Marie's the Name) His Latest Flame |           |
| 46 | 16 novembre  | Elvis Presley                 | Little Sister / (Marie's the Name) His Latest Flame |           |
| 47 | 23 novembre  | Elvis Presley                 | Little Sister / (Marie's the Name) His Latest Flame |           |
| 48 | 30 novembre  | Elvis Presley                 | Little Sister / (Marie's the Name) His Latest Flame |           |
| 49 | 7 décembre   | Frankie Vaughan               | Tower of Strength                                   |           |
| 50 | 14 décembre  | Frankie Vaughan               | Tower of Strength                                   |           |
| 51 | 21 décembre  | Frankie Vaughan               | Tower of Strength                                   |           |
| 52 | 28 décembre  | Danny Williams (en)           | Moon River                                          |           |

## Classement des albums
| №  | Date         | Artiste                        | Titre                                 | Référence |
| -- | ------------ | ------------------------------ | ------------------------------------- | --------- |
| 1  | 1er janvier  | Divers artistes                | Bande originale du film South Pacific |           |
| 2  | 8 janvier    | Elvis Presley                  | G.I. Blues                            |           |
| 3  | 15 janvier   | Elvis Presley                  | G.I. Blues                            |           |
| 4  | 22 janvier   | Elvis Presley                  | G.I. Blues                            |           |
| 5  | 29 janvier   | Elvis Presley                  | G.I. Blues                            |           |
| 6  | 5 février    | Elvis Presley                  | G.I. Blues                            |           |
| 7  | 12 février   | Elvis Presley                  | G.I. Blues                            |           |
| 8  | 19 février   | Elvis Presley                  | G.I. Blues                            |           |
| 9  | 26 février   | Divers artistes                | Bande originale du film South Pacific |           |
| 10 | 5 mars       | Elvis Presley                  | G.I. Blues                            |           |
| 11 | 12 mars      | Elvis Presley                  | G.I. Blues                            |           |
| 12 | 19 mars      | Elvis Presley                  | G.I. Blues                            |           |
| 13 | 26 mars      | Divers artistes                | Bande originale du film South Pacific |           |
| 14 | 2 avril      | Elvis Presley                  | G.I. Blues                            |           |
| 15 | 9 avril      | Elvis Presley                  | G.I. Blues                            |           |
| 16 | 16 avril     | Elvis Presley                  | G.I. Blues                            |           |
| 17 | 23 avril     | Elvis Presley                  | G.I. Blues                            |           |
| 18 | 30 avril     | Elvis Presley                  | G.I. Blues                            |           |
| 19 | 7 mai        | Elvis Presley                  | G.I. Blues                            |           |
| 20 | 14 mai       | Elvis Presley                  | G.I. Blues                            |           |
| 21 | 21 mai       | Elvis Presley                  | G.I. Blues                            |           |
| 22 | 28 mai       | Elvis Presley                  | G.I. Blues                            |           |
| 23 | 4 juin       | Elvis Presley                  | G.I. Blues                            |           |
| 24 | 11 juin      | Elvis Presley                  | G.I. Blues                            |           |
| 25 | 18 juin      | Elvis Presley                  | G.I. Blues                            |           |
| 26 | 25 juin      | Divers artistes                | Bande originale du film South Pacific |           |
| 27 | 2 juillet    | Divers artistes                | Bande originale du film South Pacific |           |
| 28 | 9 juillet    | Divers artistes                | Bande originale du film South Pacific |           |
| 29 | 16 juillet   | Divers artistes                | Bande originale du film South Pacific |           |
| 30 | 23 juillet   | George Mitchell Minstrels (en) | The Black and White Minstrel Show     |           |
| 31 | 30 juillet   | George Mitchell Minstrels (en) | The Black and White Minstrel Show     |           |
| 32 | 6 août       | George Mitchell Minstrels (en) | The Black and White Minstrel Show     |           |
| 33 | 13 août      | George Mitchell Minstrels (en) | The Black and White Minstrel Show     |           |
| 34 | 20 août      | Divers artistes                | Bande originale du film South Pacific |           |
| 35 | 27 août      | George Mitchell Minstrels      | The Black and White Minstrel Show     |           |
| 36 | 3 septembre  | Divers artistes                | Bande originale du film South Pacific |           |
| 37 | 10 septembre | George Mitchell Minstrels      | The Black and White Minstrel Show     |           |
| 38 | 17 septembre | The Shadows                    | The Shadows                           |           |
| 39 | 24 septembre | The Shadows                    | The Shadows                           |           |
| 40 | 1er octobre  | The Shadows                    | The Shadows                           |           |
| 41 | 8 octobre    | The Shadows                    | The Shadows                           |           |
| 42 | 15 octobre   | George Mitchell Minstrels      | The Black and White Minstrel Show     |           |
| 43 | 22 octobre   | The Shadows                    | The Shadows                           |           |
| 44 | 29 octobre   | Cliff Richard and The Shadows  | 21 Today                              |           |
| 45 | 5 novembre   | George Mitchell Minstrels      | Another Black and White Minstrel Show |           |
| 46 | 12 novembre  | George Mitchell Minstrels      | Another Black and White Minstrel Show |           |
| 47 | 19 novembre  | George Mitchell Minstrels      | Another Black and White Minstrel Show |           |
| 48 | 26 novembre  | George Mitchell Minstrels      | Another Black and White Minstrel Show |           |
| 49 | 3 décembre   | George Mitchell Minstrels      | Another Black and White Minstrel Show |           |
| 50 | 10 décembre  | George Mitchell Minstrels      | Another Black and White Minstrel Show |           |
| 51 | 17 décembre  | George Mitchell Minstrels      | Another Black and White Minstrel Show |           |
| 52 | 24 décembre  | George Mitchell Minstrels      | Another Black and White Minstrel Show |           |
| 53 | 31 décembre  | Elvis Presley                  | Blue Hawaii                           |           |

## Meilleures ventes de l'année
- Singles[1] : Elvis Presley - Wooden Heart
- Albums[2] : Elvis Presley - G.I. Blues